# آلفا-وی بتا-۳
آلفا-وی بتا-۳ (انگلیسی: Alpha-v beta-3) که به‌صورت «αVβ3» نوشته می‌شود، نوعی اینتگرین است که گیرندهٔ ویترونکتین محسوب می‌شود. این پروتئین ۲ بخش دارد: اینتگرین-آلفا وی و اینتگرین بتا-۳.
آلفا-وی بتا-۳ در پلاکت‌ها بیان می‌شود و علاوه بر موارد یادشده، گیرنده‌ای برای انجامِ عملِ بیگانه‌خواری در ماکروفاژها و سلول‌های دندریتیک است.